# Parafia Matki Bożej Nieustającej Pomocy w Buczu
Parafia Matki Bożej Nieustającej Pomocy w Buczu – parafia rzymskokatolicka znajdująca się w diecezji tarnowskiej, w dekanacie Szczepanów.
Została erygowana przez bp. Jana Stepę 3 grudnia 1951 roku.